# Ангалифу
Ангалифу (1970 год — 14 декабря 2014 года) — белый носорог, один из последних представителей своего подвида (северный белый носорог).

## Биография
Ангалифу был привезен в Сан-Диего из зоопарка города Хартум в конце 1980-х годов. Носорог содержался вместе с самкой Нолой. Все попытки получить от этих носорогов потомство оказались бесплодными, возможно из-за того что Ангалифу был уже довольно стар.
Ангалифу умер от старости в декабре 2014 года. Он был предпоследним самцом из представителей своего вида (последним являлся носорог Судан). У исследователей осталась сперма умершего носорога, с помощью которой они рассчитывают оплодотворить ныне живущих самок.